# وشم چوکو
وشم چوکو (نام علمی: Crypturellus kerriae) نام یک گونه از سرده دمچه‌پنهان‌ها است.